# کیوکو ساساگه
کیوکو ساساگه (انگلیسی: Kyoko Sasage؛ زادهٔ ۱۳ اوت ۱۹۶۹) بدمینتون‌باز اهل ژاپن بود.